# Il pensiero occidentale
Il pensiero occidentale è una collana editoriale italiana fondata nel 2000.

## Storia editoriale
Essa trae origine dal nutrito catalogo di filosofia pubblicato dall'Editore Rusconi nella Collana dei Classici del pensiero, nata negli anni Settanta da un'intuizione dello stesso Edilio Rusconi, con l'impostazione di Emanuele Samek Lodovici. In seguito, la collezione fu diretta da Giovanni Reale, e dai suoi allievi Roberto Radice e Giuseppe Girgenti. 
Quando nel 1999 la Bompiani - a quel tempo parte del Gruppo RCS - acquisì da Hachette, nuovo proprietario del Gruppo editoriale Rusconi, l'intero catalogo filosofico della Rusconi, Reale proseguì la supervisione per Bompiani, fino alla sua morte il 15 ottobre 2014. Dopo la sua scomparsa, la collana - assieme alla collezione Testi a fronte - è stata diretta per cinque anni da una sua allieva, Maria Bettetini, morta il 13 ottobre 2019. Nel frattempo, nel 2017, la casa editrice Giunti ha acquisito il marchio editoriale Bompiani, ceduto dalla Mondadori, che a sua volta aveva comprato la RCS Libri (della quale Bompiani faceva parte) nel 2016.
La collezione attualmente comprende oltre 300 volumi: testi di filosofia, teologia, classici delle letterature occidentali e russa. Tutti i volumi hanno il testo a fronte in lingua originale.

## Catalogo

### 2000
- Platone, Tutti gli scritti, a cura di Giovanni Reale, ISBN 88-452-9003-4.
- Plotino, Enneadi (con la Vita di Plotino di Porfirio), a cura di Giuseppe Faggin, ISBN 88-452-9004-2.
- Gregorio di Nazianzo, Tutte le orazioni, a cura di Claudio Moreschini, traduzioni di Chiara Sani, Maria Vincelli e Carmelo Crimi, ISBN 88-452-9034-4.
- Lucio Anneo Seneca, Tutte le opere. Dialoghi, trattati, lettere e opere in poesia, a cura di Giovanni Reale, traduzioni di Aldo Marastoni, Monica Natali e Ilaria Ranelli, ISBN 88-452-9073-5.
- Hans-Georg Gadamer, Verità e metodo, a cura di Gianni Vattimo, introduzione di Giovanni Reale, ISBN 88-452-9074-3.

### 2001
- Karl R. Popper, Tutta la vita è risolvere problemi. Scritti sulla conoscenza, la storia e la politica, a cura di Dario Antiseri ISBN 88-452-9094-8.
- Agostino d'Ippona, La città di Dio, a cura di Luigi Alici, ISBN 88-452-9098-0.
- Marziano Capella, Le nozze di Filologia e Mercurio, a cura di Ilaria Ramelli ISBN 88-452-9102-2.
- Gerolamo Saccheri, Euclide liberato da ogni macchia, a cura di Imre Toth e Elisabetta Cattanei, traduzione di Pierangelo Frigerio ISBN 88-452-9115-4.
- David Hume, Trattato della natura umana, a cura di Paolo Guglielmoni ISBN 88-452-9133-2.
- Thomas Hobbes, Leviatano, a cura di Raffaella Santi ISBN 88-452-9145-6.
- Karol Wojtyła (Giovanni Paolo II), Tutte le opere letterarie, presentazione di Giovanni Reale, saggi introduttivi di Boresław Taborski ISBN 88-452-9148-0.

### 2002
- Stoici antichi, tutti i frammenti raccolti da Hans von Arnim, a cura di Roberto Radice ISBN 88-452-9056-5.
- Avicenna, Metafisica, a cura di Olga Lizzini e Pasquale Porro; II ed. riveduta e corretta 2006 ISBN 88-452-9171-5.
- Friedrich Wilhelm Joseph Schelling, Filosofia della Rivelazione, secondo l'edizione postuma del 1858 curata da Karl Friedrich August Schelling, a cura di Adriano Bausola e Francesco Tomatis ISBN 88-452-9183-9.
- Filostrato, Vite dei sofisti, a cura di Maurizio Civiletti ISBN 88-452-9191-X.
- Epicurea, testi di Epicuro e testimonianze epicuree nella raccolta di Hermann Usener, a cura di Ilaria Ramelli ISBN 88-452-9210-X.
- Martin Heidegger, Holzwege. Sentieri erranti nella selva, a cura di Vincenzo Cicero ISBN 88-452-9212-6.

### 2003
- Christian Wolff, Metafisica tedesca. Annotazioni alla Metafisica tedesca, a cura di Raffaele Ciafardone ISBN 88-452-9215-0
- Charles Sanders Peirce, Opere, a cura di Massimo A. Bonfantini e Giampaolo Proni ISBN 88-452-9216-9.
- Calcidio, Commentario al "Timeo" di Platone, a cura di Claudio Moreschini, traduzioni di Marco Bertolini, Lara Nicolini e Ilaria Ramelli ISBN 88-452-9232-0.
- Werner Jaeger, Paideia. La formazione dell'uomo greco, introduzione di Giovanni Reale, traduzione di Luigi Emery e Alessandro Setti, indici di Alberto Bellanti ISBN 88-452-9233-9.
- Gregorio Palamas, Atto e luce divina. Scritti filosofici e teologici, a cura di Ettore Perrella, traduzioni di Marco Zambon, Sofia Georgopoulos e Emanuele Greselin ISBN 88-452-9234-7.
- John Niemeyer Findlay, Il mito della caverna. La disciplina della caverna. La trascendenza della caverna (Gifford Lectures 1964-1966), a cura di Michele Marchetto, introduzione di Giovanni Reale ISBN 88-452-9246-0.
- Parmenide di Elea, Poema sulla natura. I frammenti e le testimonianze indirette, a cura di Giovanni Reale, saggio introduttivo e commentario filosofico di Luigi Ruggiu ISBN 88-452-9247-9.
- Imre Toth, No!. Libertà e verità. Creazione e negazione. Palinsesto di parole e immagini, a cura di Francesco Spagnolo Acht, presentazione di Giovanni Reale, traduzione di Antonello Nociti ISBN 88-452-9248-7.
- Lucio Anneo Cornuto, Compendio di teologia greca, a cura di Ilaria Ramelli ISBN 88-452-9249-5.
- Søren Kierkegaard, Atti dell'amore, a cura di Cornelio Fabro e Giuseppe Girgenti ISBN 88-452-9254-1.
- Karol Wojtyła, Metafisica della persona. Tutte le opere filosofiche e saggi integrativi, a cura di Giovanni Reale, Tadeus Styczeń e Giuseppe Girgenti ISBN 88-452-9255-X.
- Dietrich von Hildebrand, Essenza dell'amore, a cura di Paola Premoli De Marchi ISBN 88-452-9257-6.
- Friedrich Hölderlin, La morte di Empedocle, a cura di Laura Balbiani e Elena Polledri ISBN 88-452-9269-X.
- Massimo il Confessore, Ambigua. Problemi metafisici e teologici su testi di Gregorio di Nazianzo e Dionigi Areopagita, a cura di Claudio Moreschini ISBN 88-452-0104-X.

### 2004
- Giovanni Reale (a cura di), Introduzione, traduzione e commentario della "Metafisica" di Aristotele ISBN 88-452-0308-5.
- Jean Grondin, Gadamer. Una biografia, a cura di Giovanni Battista Demarta ISBN 88-452-1111-8.
- Alano di Lilla, Viaggio della saggezza. Anticlaudianus. Discorso sulla sfera intelligibile, a cura di Carlo Chiurco ISBN 88-452-0289-5.
- John Locke, Saggio sull'intelletto umano, a cura di Vincenzo Cicero e Maria Grazia D'Amico, introduzione di Pietro Emanuele ISBN 88-452-1210-6.
- Posidonio, Testimonianze e frammenti, a cura di Emmanuele Vimercati, presentazione di Roberto Radice ISBN 88-452-1211-4.
- Proclo, Commento alla "Repubblica" di Platone, a cura di Michele Abbate, prefazione di Mario Vegetti ISBN 88-452-1212-2.
- Richard Rorty, La filosofia e lo specchio della natura, nota introduttiva di Diego Marconi e Gianni Vattimo, traduzione di Gianni Millone e Roberto Salizzoni ISBN 88-452-1362-5.
- Paul Friedländer, Platone, a cura di Andrea Le Moli, introduzione di Giovanni Reale ISBN 88-452-1126-6.
- Enrico Berti, Aristotele. Dalla dialettica alla filosofia prima. Con saggi integrativi, presentazione di Giovanni Reale ISBN 88-452-3272-7.
- Proclo, Tria opuscula. Provvidenza. Libertà. Male, a cura di Francesco Paparella e Alberto Bellanti ISBN 88-452-0309-3.
- Immanuel Kant, Critica della ragion pura, a cura di Costantino Esposito ISBN 88-452-3323-5
- Immanuel Kant, Critica della ragion pratica, a cura di Vittorio Mathieu ISBN 88-452-3325-1
- Immanuel Kant, Critica del giudizio, a cura di Massimo Marassi ISBN 88-452-3324-3
- Immanuel Kant, 3 voll. in cofanetto ISBN 88-452-3326-X

### 2005
- Aristotele, Divisioni, a cura di Cristina Rossitto e Enrico Berti ISBN 978-8845239649
- George Berkeley, Alcifrone ossia Il filosofo minuzioso, a cura di Daniele Bertini ISBN 978-8845234651
- Cartesio, Tutte le lettere 1619-1650, a cura di Giulia Belgioioso e Jean-Robert Armogathe ISBN 978-8845234224
- Diogene Laerzio, Vite e dottrine dei più celebri filosofi, a cura di Giovanni Reale, Giuseppe Girgenti e Ilaria Ramelli ISBN 978-8845233012
- Fëdor Dostoevskij, I fratelli Karamazov, introduzione di Armando Torno, traduzione di Pina Maiani ISBN 978-8845255625
- (Ermete Trismegisto), Corpus Hermeticum, a cura di Arthur D. Nock, André-J. Festugiere e Ilaria Ramelli ISBN 978-8845233708
- Filone di Alessandria, Tutti i trattati del Commentario allegorico alla Bibbia, a cura di Roberto Radice, Giovanni Reale, Clara Kraus Reggiani e Claudio Mazzarelli ISBN 978-8845234699
- Martin Heidegger, Inni di Hölderlin "Germania" e il "Reno", a cura di Giovanni Battista Demarta ISBN 9788845239663
- Jean Hyppolite, Genesi e struttura della "Fenomenologia dello spirito" di Hegel, a cura di Vincenzo Cicero e Gian Antonio De Toni ISBN 978-8845234217
- Gottfried Wilhelm von Leibniz, Saggi di teodicea sulla bontà di Dio, la libertà dell'uomo e l'origine del male, a cura di Salvatore Cariati ISBN 978-8845234705
- John Stuart Mill, L'America e la democrazia, a cura di Pietro Adamo ISBN 978-8845255632
- John Henry Newman, Scritti filosofici, a cura di Michele Marchetto ISBN 978-8845255649
- Gregorio Palamas, Dal sovraessenziale all'essenza: confutazioni, discussioni, scritti confessionali, documenti dalla prigionia fra i turchi, a cura di Ettore Perrella e Melis Meletiadis ISBN 978-8845233715
- Max Pohlenz, La stoa. Storia di un movimento spirituale, presentazione di Giovanni Reale, traduzione di Ottone De Gregorio, note e apparati di Beniamino Proto ISBN 978-8845234088
- Porfirio, Astinenza dagli animali, a cura di Giuseppe Girgenti e Angelo Raffaele Sodano ISBN 978-8845211072
- Proclo, Teologia platonica, a cura di Michele Abbate, prefazione di Werner Beierwaltes, introduzione di Giovanni Reale ISBN 978-8845239656
- Lev Šestov, Atene e Gerusalemme, a cura di Alessandro Paris e Pavel Maximov ISBN 978-8845239632
- Tommaso d'Aquino, Sulla verità, a cura di Fernando Fiorentino ISBN 978-8845233968

### 2006
- Agostino d'Ippona, Tutti i dialoghi (Contro gli accademici. La vita felice. L'ordine. Soliloqui. L'immortalità. Dell'anima. La grandezza dell'anima. Il libero arbitrio. La musica. Il maestro), a cura di Giovanni Catapano, traduzioni di Maria Bettetini, Giovanni Catapano e Giovanni Reale ISBN 978-8845257384
- Tutti i commenti a Marziano Capella (Scoto Eriugena, Remigio di Auxerre, Bernardo Silvestre e anonimi), a cura di Ilaria Ramelli e Giovanni Reale ISBN 978-8845257391
- Samuel Taylor Coleridge, Opere in prosa, a cura di Fabio Cicero ISBN 978-8845256288
- Jacques Derrida, Glas: campana a morto, a cura di Silvano Facioni e Alberto Bellanti ISBN 978-8845256271
- Andrea Emo, Quaderni di metafisica 1927-1981, a cura di Massimo Donà e Romano Gasparotti, prefazione di Massimo Cacciari, saggi integrativi di Enrico Ghezzi, Giulio Giorello, Laura Sanò, Andrea Tagliapietra, Francesco Tomatis e Vincenzo Vitiello ISBN 978-8845256264
- Hans-Georg Gadamer, Ermeneutica. Uno sguardo retrospettivo, a cura di Giovanni Battista Demarta ISBN 978-8845256691
- Giamblico, Summa pitagorica, a cura di Francesco Romano ISBN 978-8845255922
- Martin Heidegger, Sul principio, a cura di Giovanni Battista Demarta ISBN 978-8845256974
- Dietrich von Hildebrand, Estetica, a cura di Vincenzo Cicero ISBN 978-8845255915
- Immanuel Kant, Metafisica dei costumi, a cura di Giuseppe Landolfi Petrone, saggio integrativo di Roberto Mordacci ISBN 978-8845257094
- Gregorio Palamas, Che cos'è l'ortodossia: capitoli, scritti ascetici, lettere, omelie, a cura di Ettore Perrella e Cristina Costalonga ISBN 978-8845256684
- Max Pohlenz, L'uomo greco, saggio introduttivo di Giovanni Reale, traduzione di Beniamino Proto, bibliografia e indici di Giuseppe Girgenti ISBN 978-8845257803
- Porfirio, Vangelo di un pagano. Lettera a Marcella. Contro Boeto sull'anima. Sul "conosci te stesso", con la Vita di Porfirio di Eunapio, a cura di Giuseppe Girgenti e Angelo Raffaele Sodano, presentazione di Giovanni Reale ISBN 978-8845257810
- I Presocratici. Prima traduzione integrale con testi originali a fronte delle testimonianze, a cura di Hermann Diels, Walther Kranz, Giovanni Reale, Diego Fusaro e Vincenzo Cicero ISBN 978-8845257407
- Arthur Schopenhauer, Il mondo come volontà e rappresentazione, a cura di Sossio Giametta e Vincenzo Cicero ISBN 978-8845257100
- Paul Yorck von Wartenburg, Tutti gli scritti, a cura di Francesco Donadio ISBN 978-8845256677

### 2007
- Allegoristi dell'età classica. Opere e frammenti, a cura di Ilaria Ramelli, introduzione di Roberto Radice ISBN 978-8845258428
- Alessandro di Afrodisia, Commentario alla "Metafisica" di Aristotele, a cura di Giancarlo Movia, Alessandra Borgia e Rita Salis ISBN 978-8845259920
- Avicebron, Fonte della vita, a cura di Marienza Benedetto e Pasquale Porro ISBN 978-8845259937
- Ettore Bignone, L'Aristotele perduto e la formazione filosofica di Epicuro, a cura di Vittorio Enzo Alfieri e Giuseppe Girgenti ISBN 978-8845259944
- Giuseppe Capograssi, Pensieri a Giulia (1918-1924), a cura di Gabrio Lombardi e Gennaro Savarese ISBN 978-8845258053
- Democrito, Raccolta dei frammenti, interpretazione e commentario di Salomon Luria, a cura di Giuseppe Girgenti, Giovanni Reale, Svetlana Maltseva, Anastasia Krivushina e Diego Fusaro ISBN 978-8845258046
- Wilhelm Dilthey, Introduzione alle scienze dello spirito, a cura di Giovanni Battista Demarta e Gian Antonio De Toni ISBN 978-8845258947
- Fëdor Dostoevskij, Diario di uno scrittore, introduzione di Armando Torno, traduzione e note di Ettore Lo Gatto ISBN 978-8845258060
- Eraclito, Testimonianze, imitazioni e frammenti, a cura di Miroslav Marcovich, Rodolfo Mondolfo e Leonardo Tarán, introduzione di Giovanni Reale ISBN 978-8845259951
- Euclide, Tutte le opere, a cura di Fabio Acerbi ISBN 978-8845259753
- Eunapio di Sardi, Vite di filosofi e sofisti, a cura di Maurizio Civiletti ISBN 978-8845258411
- Gregorio di Nissa, Sull'anima e la resurrezione, a cura di Ilaria Ramelli ISBN 978-8845259746
- Edmund Husserl, Esperienza e giudizio: ricerche sulla genealogia della logica, a cura di Ludwig Landgrebe, Filippo Costa, Leonardo Samona e Filippo Costa ISBN 978-8845259326
- Gottfried Wilhelm von Leibniz, Dialoghi filosofici e scientifici, a cura di Francesco Piro, Gianfranco Mormino ed Enrico Pasini ISBN 978-8845258961
- Luciano di Samosata, Tutti gli scritti, traduzione di Luigi Settembrini, introduzione, note ed apparati di Diego Fusaro ISBN 978-8845258954
- Macrobio, Commento al Sogno di Scipione, (in appendice testi di Marco Tullio Cicerone, Paolo Antonio Rolli e Pietro Metastasio), a cura di Ilaria Ramelli e Moreno Neri ISBN 978-8845258404

### 2008
- Aristotele, Le tre etiche (Etica Eudemia, Etica Nicomachea, Grande Etica), a cura di Arianna Fermani e Maurizio Migliori ISBN 978-8845261220
- Giuseppe Capograssi, La vita etica, a cura di Francesco Mercadante, Giuseppe Riconda, Antonio Delogu, Fulvio Tessitore, Antonio Punzi, Mario D'Addio e Giuseppe Papponetti ISBN 978-8845261435
- François-René de Chateaubriand, Genio del Cristianesimo, a cura di Sara Faraoni e Giuseppe Girgenti ISBN 978-8845260582
- Johann Gottlieb Fichte, Sistema di etica, a cura di Enrico Peroli ISBN 978-8845259319
- Edmund Husserl, La teoria del significato, a cura di Anselmo Caputo, prefazione di Fabio Minazzi ISBN 978-8845261237
- John Henry Newman, Scritti sull'università, a cura di Michele Marchetto ISBN 978-8845261428
- Platone, Dottrine non scritte, raccolta di testimonianze antiche con analisi e interpretazione, a cura di Giovanni Reale e Marie-Dominique Richard, ISBN 978-8845258930
- Giovanni Reale, Il concetto di "filosofia prima" e l'unità della "Metafisica" di Aristotele, con i testi greci di tutti i passi citati ISBN 978-8845261800
- Giovanni Reale, Autotestimonianze e rimandi dei dialoghi di Platone alle "dottrine non scritte", con due interviste a Hans-Georg Gadamer ISBN 978-8845260278
- Ernest Renan, Scritti filosofici, a cura di Giuliano Campioni ISBN 978-8845260322
- Marie-Dominique Richard, L'insegnamento orale di Platone. Raccolta delle testimonianze antiche sulle "Dottrine non scritte", a cura di Giovanni Reale, prefazione di Pierre Hadot ISBN 978-8845260285
- Rainer Maria Rilke, Tutti gli scritti sull'arte e sulla letteratura, a cura di Elena Polledri ISBN 978-8845261527
- Stoici romani minori (Marco Manilio, Musonio Rufio, Anneo Cornuto, Cheremone di Alessandria, Aulo Persio, Trasea Peto, Lucano, Giovenale, Mara Bar Serapion), a cura di Ilaria Ramelli, introduzione di Roberto Radice ISBN 978-8845261961
- Johannes Nikolaus Tetens, Saggi filosofici sulla natura umana e sul suo sviluppo, a cura di Raffaele Ciafardone ISBN 978-8845261213
- Giambattista Vico, Metafisica e metodo, a cura di Andrea Murari, Claudio Faschilli e Ciro Greco, postfazione di Massimo Cacciari ISBN 978-8845260292
- Xavier Zubiri, Intelligenza senziente, a cura di Paolo Ponzio e Oscar Barroso Fernández ISBN 978-8845260575

### 2009
- Athenaeum 1798-1800: tutti i fascicoli della rivista di August Wilhelm Schlegel e Friedrich Schlegel con contributi di Novalis, Ludwig Tieck e August Ludwig Hülsen, a cura di Giorgio Cusatelli, Elena Agazzi e Donatella Mazza, postfazione di Eugenio Lio ISBN 978-8845262265
- Cartesio, Opere 1637-1649, a cura di Giulia Belgioioso, Igor Agostini, Francesco Marrone e Massimiliano Savini ISBN 978-8845263323
- Cartesio, Opere postume 1650-2009, a cura di Giulia Belgioioso, Igor Agostini, Francesco Marrone e Massimiliano Savini ISBN 978-8845263330
- (Dionigi Areopagita), Tutte le opere, a cura di Piero Scazzoso, Ilaria Ramelli, Enzo Bellini, Carlo Maria Mazzucchi e Giovanni Reale ISBN 978-8845263330
- Fëdor Dostoevskij, L'idiota. Taccuini di appunti per "L'idiota", introduzione di Armando Torno, note di Ettore Lo Gatto, traduzione di Giovanni Faccioli e Laura Satta Boschian ISBN 978-8845262524
- Fëdor Dostoevskij, I demoni. Taccuini di appunti per "I demoni", introduzione di Armando Torno, note di Ettore Lo Gatto, traduzione di Giorgio Maria Nicolai ISBN 978-8845262531
- Epitteto, Tutte le opere. Diatribe. Manuale. Frammenti. Gnomologio, con in appendice le versioni del "Manuale" di Angelo Poliziano e Giacomo Leopardi, a cura di Giovanni Reale, Cesare Cassanmagnago, Roberto Radice e Giuseppe Girgenti ISBN 978-8845263996
- Eschilo, Tutti i frammenti con la prima traduzione degli scolii antichi, a cura di Ilaria Ramelli ISBN 978-8845262890
- Esiodo, Tutte le opere, i frammenti, le testimonianze e gli scoli, a cura di Cesare Cassanmagnago ISBN 978-8845263996
- John Milton, Paradiso perduto, a cura di Fabio Cicero, traduzione di Roberto Piumini ISBN 978-8845263576
- Teodorico Moretti Costanzi, Opere, a cura di Edoardo Mirri e Marco Moschini ISBN 978-8845262517
- Platone, Repubblica, a cura di Giovanni Reale e Roberto Radice ISBN 978-8845263590
- Max Scheler, L'Eterno nell'uomo, a cura di Paola Premoli De Marchi ISBN 978-8845263569
- Lev Šestov, Potestas clavium, a cura di Glauco Tiengo ed Enrico Macchetti ISBN 978-8845262913
- Bertrando Spaventa, Opere, a cura di Francesco Valagussa, postfazione di Vincenzo Vitiello ISBN 978-8845262258

### 2010
- Agostino d'Ippona, Commento al Vangelo di Giovanni, 2 voll., a cura di Giovanni Reale ISBN 978-8845266102
- Nikolaj Berdjaev, Schiavitù e libertà dell'uomo, a cura di Enrico Macchetti ISBN 978-8845264931
- Giovanni della Croce, Tutte le opere, a cura di Pier Luigi Boracco ISBN 978-8845264665
- Giovanni di San Tommaso, Trattato sui segni, a cura di Fernando Fiorentino ISBN 978-8845265532
- Hans Jonas, Gnosi e spirito tardo antico, a cura di Claudio Bonaldi ISBN 978-8845264191
- Rudolf Hermann Lotze, Logica, a cura di Franco De Vincenzis e Stefano Poggi ISBN 978-8845264955
- Friedrich Nietzsche, Così parlò Zarathustra, a cura di Sossio Giametta e Diego Fusaro ISBN 978-8845264924
- Agostino Nifo, La filosofia nella Corte, a cura di Ennio De Bellis ISBN 978-8845265501
- Pindaro, Tutte le opere. Olimpiche. Pitiche. Nemee. Istmiche. Frammenti, a cura di Enzo Mandruzzato ISBN 978-8845264214
- Pietro Piovani, Per una filosofia della morale, a cura di Fulvio Tessitore ISBN 978-8845265938
- Pitagorici antichi. Testimonianze e frammenti, a cura di Maria Tinpanaro Cardini, presentazione di Giovanni Reale ISBN 978-8845266331
- Giovanni Reale, Per una nuova interpretazione di Platone alla luce delle "dottrine non scritte", con testo greco di tutti i passi citati ISBN 978-8845265495
- Lev Šestov, Shakespeare e Turgenev, a cura di Glauco Tiengo ed Enrico Macchetti ISBN 978-8845265518
- Vladimir Sergeevič Solov'ëv, Il dramma della vita di Platone, a cura di Glauco Tiengo e Pier Davide Accendere, 2010
- Baruch Spinoza, Tutte le opere, a cura di Andrea Sangiacomo ISBN 978-8845264184
- Giulio Cesare Vanini, Tutte le opere, a cura di Francesco Paolo Raimondi, Luigi Crudo e Mario Carparelli ISBN 978-8845263880
- Karol Wojtyła, Tutte le Encicliche, a cura di Rino Fisichella ISBN 978-8845265402
- Francesco Zorzi, L'armonia del mondo, a cura di Saverio Campanini, 2010 ISBN 978-8845265969

### 2011
- Aristotele, Fisica, a cura di Roberto Radice, appendice di Lucia Palpacelli ISBN 978-8845269219
- Antonio Bodrero, Opera poetica occitana, a cura di Diego Anghilante ISBN 978-8845267253
- Erasmo da Rotterdam, Scritti teologici e politici, a cura di Enrico Cerasi e Stefania Salvadori ISBN 978-8845269226
- Eschilo, Sofocle, Euripide, Tutte le tragedie, a cura di Angelo Tonelli ISBN 978-8845266584
- Marsilio Ficino, Teologia platonica, a cura di Errico Vitale ISBN 978-8845264634
- Gaio Vettio Aquilino Giovenco, Il poema dei Vangeli, a cura di Luca Canali ISBN 978-8845269196
- Gottfried Wilhelm von Leibniz, Nuovi saggi sull'intelletto umano, Salvatore Cariati e con un saggio di Pietro Emanuele ISBN 978-8845267925
- Karl Marx e Friedrich Engels, Ideologia tedesca, a cura di Diego Fusaro ISBN 978-8845266744
- Orfici. Testimonianze e frammenti nell'edizione di Otto Kern, a cura di Elena Verzura ISBN 978-8845266881
- Porfirio, Filosofia rivelata dagli oracoli, con tutti i frammenti di magia, stregoneria, teosofia e teurgia, a cura di Giuseppe Girgenti e Giuseppe Muscolino ISBN 978-8845269240
- Antonio Rosmini, Teosofia, a cura di Samuele Francesco Tadini ISBN 978-8845268328
- Gerolamo Saccheri, Logica dimostrativa, a cura di Paolo Pagli e Corrado Mangione ISBN 978-8845267260
- Francisco Sanchez, Tutte le opere filosofiche, a cura di Claudio Buccolini e Ettore Lojacono, 2011
- Lev Šestov, Speculazione e rivelazione, a cura di Glauco Tiengo ed Enrico Macchetti ISBN 978-8845267932
- Johann Joachim Spalding, La vocazione dell'uomo, a cura di Laura Balbiani e Giuseppe Landolfi Petrone ISBN 978-8845269202
- Teresa d'Avila, Tutte le opere, a cura di Massimo Bettetini ISBN 978-8845268304
- Karol Wojtyła, Tutte le opere, 3 voll. in cofanetto già pubblicati come singoli ISBN 978-8845268106
- María Zambrano, Luoghi della poesia, a cura di Armando Savignano ISBN 978-8845266683
- Eduard Zeller, Gli Eleati, a cura di Rodolfo Mondolfo, Giovanni Reale e Giuseppe Girgenti ISBN 978-8845267284

### 2012
- Agostino d'Ippona, La Trinità, a cura di Giovanni Catapano e Beatrice Cillerai ISBN 978-8845272035
- Agostino d'Ippona, Confessioni, a cura di Giovanni Reale ISBN 978-8845272011
- David Malet Armstrong, Ritorno alla metafisica, a cura di Annabella D'Atri ISBN 978-8845270468
- Fëdor Dostoevskij, Memorie da una casa di morti e Memorie dal sottosuolo, introduzione di Armando Torno ISBN 978-8845270024
- Meister Eckhart, Commenti all'Antico Testamento, a cura di Marco Vannini ISBN 978-8845271526
- Umberto Eco, Scritti sul pensiero medievale ISBN 978-8845271564
- Günter Figal, Oggettualità, esperienza ermeneutica e filosofia, a cura di Antonio Cimino ISBN 978-8845269547
- Heinrich Friedemann, Platone. La sua forma, a cura di Giancarlo Lacchin ISBN 978-8845270017
- Georg Wilhelm Friedrich Hegel, Estetica, a cura di Francesco Valagussa ISBN 978-8845269554
- Martin Heidegger, Hölderlin. Viaggi in Grecia, a cura di Tommaso Scappini ISBN 978-8845271533
- Rodolfo Mondolfo, L'infinito nel pensiero dell'antichità classica, presentazione di Giovanni Reale ISBN 978-8845270192
- Rodolfo Mondolfo, La comprensione del soggetto umano nell'antichità classica, presentazione di GIovanni Reale ISBN 978-8845271014
- Reinhold Niebuhr, L'ironia della storia americana ISBN 978-8845271021
- Origene, Commento al Vangelo di Giovanni, a cura di Vito Limone ISBN 978-8845269561
- Karl Rosenkranz, Vita di Hegel ISBN 978-8845271038
- Xavier Tilliette, Vita di Schelling, introduzione di Giuseppe Riconda ISBN 978-8845270475
- Giambattista Vico, La scienza nuova. Le tre edizioni del 1725, 1730 e 1744, a cura di Manuela Sanna e Vincenzo Vitiello ISBN 978-8845271557

### 2013
- Agostino, Confessioni. La Trinità. La Città di Dio, A cura di Giovanni Reale, Luigi Alici, Giovanni Capatano e Beatrice Cillerai, (raccolta in cofanetto di 3 voll. precedentemente pubblicati) ISBN 978-88-452-7515-9
- Aristotele, La generazione e la corruzione, a cura di Maurizio Migliori e Lucia Palpacelli ISBN 978-88-452-7338-4
- Erasmo da Rotterdam, Adagi. Prima traduzione italiana completa, a cura di Emanuele Lelli ISBN 978-88-452-7451-0
- Giamblico, I misteri egiziani, a cura di Angelo Raffaele Sodano ISBN 978-88-452-7204-2
- Theodor Gomperz, Pensatori greci. Storia della filosofia antica dalle origini ad Aristotele e alla sua scuola, introduzione di Giovanni Reale ISBN 978-88-452-7514-2
- Martin Heidegger, Ernst Jünger, a cura di Marcello Barison ISBN 978-88-452-7192-2
- Werner Jaeger, Cristianesimo primitivo e paideia greca (Carl Newell Jackson Lectures 1960), a cura di Alfredo Valvo ISBN 978-88-452-7294-3
- Søren Kierkegaard, Le grandi opere filosofiche e teologiche, traduzione di Cornelio Fabro, prefazione di Giovanni Reale ISBN 978-88-452-7339-1
- Cesare Lombroso, L'uomo delinquente. Quinta edizione 1897, presentazione di Armando Torno ISBN 978-88-452-7293-6
- Simone Luzzatto, Scritti politico-filosofici di un ebreo scettico nella Venezia del Seicento, a cura di Giuseppe Veltri ISBN 978-88-452-7295-0
- Claudio Moreschini, Storia del pensiero cristiano tardo-antico ISBN 978-88-452-7236-3
- Pietro Pomponazzi, Tutti i trattati peripatetici, a cura di Francesco Paolo Raimondi e José Manuel García Valverde ISBN 978-88-452-7423-7
- Quinto di Smirne, Il seguito dell'Iliade, a cura di Emanuele Lelli, premessa di Giovanni Cerri ISBN 978-88-452-7239-4
- Max Scheler, Il formalismo nell'etica e l'etica materiale dei valori, a cura di Roberta Guccinelli, presentazione di Roberta De Monticelli ISBN 978-88-452-7337-7
- Friedrich Wilhelm Joseph Schelling, Le età del mondo. Redazioni 1811-1813-1815/17, a cura di Vito Limone ISBN 978-88-452-7237-0
- Giovanni Scoto Eriugena, Divisione della natura, a cura di Nicola Gorlani ISBN 978-88-452-7336-0
- Senofonte, Tutti gli scritti socratici. Apologia di Socrate. Memorabili. Economico. Simposio, a cura di Livia de Martinis, saggio introduttivo di Giovanni Reale ISBN 978-88-452-7424-4
- Heymann Steinthal, Ermeneutica e psicologia del linguaggio, a cura di Davide Bondì ISBN 978-88-452-7455-8
- Miguel de Unamuno, Filosofia e religione, a cura di Armando Savignano, ISBN 978-88-452-7452-7
- Voltaire, Dizionario filosofico. Tutte le voci del dizionario filosofico e delle domande sull'Enciclopedia, a cura di Domenico Felice e Riccardo Campi ISBN 978-88-452-7516-6

### 2014
- Michail Bachtin e il suo circolo, Opere (1919-1930), a cura di Augusto Ponzio ISBN 978-8845275876
- Basilio Bessarione, La natura delibera. La natura e l'arte, a cura di Pier Davide Accendere e Ivanoe Privitera, prefazione di John Monfasani ISBN 978-8845275852
- Meister Eckart, Le 64 prediche sul tempo liturgico, a cura di Loris Sturlese IBN 978-8845278006
- Giovanni Gentile, L'attualismo a cura di Vincenzo Cicero, introduzione di Emanuele Severino ISBN 978-8845277535
- Gregorio di Nissa, Opere dogmatiche, a cura di Claudio Moreschini ISBN 978-8845277122
- Martin Heidegger, Pensieri-guida sulla nascita della metafisica, della scienza contemporanea e della tecnica moderna, a cura di Tommaso Scappini ISBN 978-8845278020
- Immanuel Kant, Dissertazioni latine, a cura di Igor Agostini ISBN 978-8845275623
- Károly Kerényi, Rapporto con il divino e altri saggi, a cura di Fabio Cicero ISBN 978-8845275845
- Antonio Labriola, Tutti gli scritti filosofici e di teoria dell'educazione, a cura di Luca Basile e Lorenzo Steardo, postfazione di Biagio De Giovanni ISBN 978-8845275609
- Gotthold Ephraim Lessing e Johann Gottfried Herder, Dialoghi per massoni, a cura di Moreno Neri, saggio introduttivo di Claudio Bonvecchio ISBN 978-8845275616
- Montesquieu, Tutte le opere (1721-1754). Lettere persiane, Tempio di Cnido, Considerazioni sulle cause della grandezza dei Romani e della loro decadenza, Dialogo tra Silla ed Eucrate, Lo spirito delle leggi, Difesa dello Spirito delle leggi, Lisimaco, a cura di Domenico Felice ISBN 978-8845278013
- Palmiro Togliatti La politica nel pensiero e nell'azione. Scritti e discorsi 1917-1964, a cura di Michele Ciliberto e Giuseppe Vacca ISBN 978-8845277504
- Wilhelm Heinrich Wackenroder, Opere e lettere. Scritti di arte, estetica e morale in collaborazione con Ludwig Tieck, a cura di Elena Agazzi ISBN 978-8845277115

### 2015
- René Descartes, Isaac Beeckman, Marin Mersenne, Lettere 1618-1648, a cura di Giulia Belgioioso e Jean-Robert Armogathe, ISBN 978-88-45-28071-9
- Ditti di Creta, L'altra Iliade. Il diario di guerra di un soldato greco con la storia della distruzione di Troia di Darete Frigio e i testi bizantini sulla guerra troiana, coordinamento a cura di Emanuele Lelli, ISBN 978-88-45-27877-8
- Friedrich Hölderlin, Iperione o l'eremita in Grecia, a cura di Laura Balbiani, ISBN 978-88-45-27878-5
- Edmond Jabès, Il libro delle interrogazioni, a cura di Alberto Folin, con un saggio di Vincenzo Vitiello, ISBN 978-88-45-28021-4
- Karl Jaspers, Della verità. Logica filosofica, a cura di Diego D'Angelo, ISBN 978-88-45-27879-2
- Medioplatonici. Opere, frammenti, testimonianze, a cura di Emmanuele Vimercati, ISBN 978-88-452-8070-2
- Guglielmo di Ockham, Dialogo sul papa eretico, a cura di Alessandro Salerno, ISBN 978-88-452-7986-7
- Jan Patočka, Platonismo negativo e altri frammenti, a cura di Francesco Tava, ISBN 978-88-452-7880-8

### 2016
- Aristotele, Organon. Le categorie - De interpretatione - Analitici primi, Analitici secondi - Topici - Confutazioni sofistiche, Coordinamento generale di Maurizio Migliori, ISBN 978-88-452-8164-8
- Gillo Dorfles, Estetica senza dialettica. Scritti dal 1933 al 2014, a cura di Luca Cesari, ISBN 978-88-452-8095-5
- Immanuel Kant, Lezioni sul diritto naturale (Naturrecht Feyerabend), a cura di Norbert Hinske e Gianluca Sadun Bordoni, ISBN 978-88-452-8092-4
- Martin Heidegger, Dell'essenza della libertà umana. Introduzione alla Filosofia, a cura di Matteo Pietropaoli, ISBN 978-88-452-8122-8
- Origene-Gregorio di Nissa, Sul Cantico dei Cantici, a cura di Vito Limone e Claudio Moreschini, ISBN 978-88-452-8228-7
- George Santayana, La tradizione signorile nella filosofia americana e altri saggi, a cura di Leonarda Vaiana, prefazione di Martin A. Coleman, ISBN 978-88-452-8320-8
- Friedrich Wilhelm Joseph Schelling, Sui principi sommi. Filosofia della rivelazione 1841/42, a cura di Francesco Tomatis, prefazione di Xavier Tilliette, ISBN 978-88-452-8094-8
- Claudio Tolomeo, Armonica con il Commentario di Porfirio, A cura di Massimo Raffa, ISBN 978-88-452-8091-7

### 2017
- San Basilio, Omelie sull'Esamerone e di argomento vario, a cura di Francesco Trisoglio, ISBN 978-88-452-9452-5
- Severino Boezio, Le differenze topiche, a cura di Fiorella Magnano, ISBN 978-88-452-9399-3
- Niccolò Cusano, Opere filosofiche, teologiche e matematiche, a cura di Enrico Peroli, ISBN 978-88-45-28292-8
- Meister Eckhart, Commento al Vangelo di Giovanni, a cura di Marco Vannini, ISBN 978-88-45-28381-9
- Johann Gottlieb Fichte, Meditazioni personali sulla filosofia elementare, a cura di Giannino Di Tommaso, ISBN 978-88-452-8340-6.
- Jean Hyppolite, Logica ed esistenza. Saggio sulla logica di Hegel, a cura di Sandro Palazzo, ISBN 978-88-452-9400-6
- Montesquieu, Scritti postumi (1757-2006). I miei pensieri - I miei viaggi - Saggi - Romanzi filosofici - Memorie e discorsi accademici - Poesie, a cura di Domenico Felice, ISBN 978-88-452-9454-9
- Plutarco, Tutti i Moralia. Prima traduzione italiana completa, coordinamento editoriale di Emanuele Lelli e Giuliano Pisani, ISBN 978-88-45-29281-1
- Porfirio, Mathematikós. Introduzione al Trattato sugli effetti prodotti dalle stelle di Tolomeo e le testimonianze e i frammenti relativi alle opere di matematica e di geometria, a cura di Giuseppe Muscolino, ISBN 978-88-45-28380-2
- Proclo, Commento al «Cratilo» di Platone, a cura di Michele Abbate, ISBN 978-88-45-28382-6
- Miguel de Unamuno, Vita di Don Chisciotte e Sancio e altri scritti sul Chisciotte, a cura di Armando Savignano, ISBN 978-88-452-9492-1

### 2018
- Niccolò Machiavelli, Tutte le opere. Secondo l'edizione di Mario Martelli (1971),[1] Introduzione di Michele Ciliberto, Coordinamento di Pier Davide Accendere, ISBN 978-88-452-7751-1
- Martin Heidegger, Introduzione all'indagine fenomenologica, a cura di M. Pietropaoli, ISBN 978-88-4528-054-2
- Max Stirner, L'unico e la sua proprietà, a cura di Sossio Giametta, ISBN 978-88-4529-707-6
- Teresa d'Avila, Tutte le opere. Nuova edizione riveduta e corretta,[2] a cura di Massimo Bettetini, ISBN 978-88-4529-822-6
- Agostino, Commenti alla Genesi, a cura di Giovanni Capatano ed Enrico Moro, ISBN 978-88-4529-857-8
- Giovanni Reale, Storia della Filosofia greca e romana, a cura di Vincenzo Cicero, Premessa di Maria Bettetini, ISBN 978-88-4527-513-5
- Aristotele, La Vita. Ricerche sugli animali · Le parti degli animali · La locomozione degli animali · La riproduzione degli animali · Parva naturalia · Il moto degli animali, a cura di Diego Lanza e Mario Vegetti, ISBN 978-88-452-9817-2

### 2019
- Alfred North Whitehead, Processo e realtà. Saggio di cosmologia, a cura di Maria Regina Brioschi, Introduzione di Luca Vanzago, ISBN 978-88-452-9938-4
- Massimo di Tiro, Dissertazioni, a cura di Selene I. Siddharta Brumana, ISBN 978-88-452-9916-2
- Epitaffi greci. La Spoon River ellenica di Werner Peek, Traduzione di Franco Musino. A cura di Emanuele Lelli, Prefazione di Giulio Guidorizzi, ISBN 978-88-452-9894-3
- Proclo, Teologia platonica. Nuova edizione riveduta e ampliata, A cura di Michele Abbate, Prefazione di Werner Beierwaltes, ISBN 978-88-301-0106-7
- Severino Boezio, La consolazione della filosofia, a cura di Fabio Troncarelli, ISBN 978-88-301-0018-3
- Arthur Schopenhauer, I due problemi fondamentali dell'etica, a cura di Sossio Giametta, ISBN 978-88-301-0101-2
- Denis Diderot, Opere filosofiche, romanzi e racconti, a cura di Paolo Quintili e Valentina Sperotto, ISBN 978-88-301-0196-8

### 2020
- Edmund Husserl, Le conferenze di Parigi. Meditazioni cartesiane, a cura di Diego D'Angelo, ISBN 978-88-452-8342-0
- Blaise Pascal, Opere complete. Prima traduzione italiana, a cura di Maria Vita Romeo, ISBN 978-88-301-0105-0
- Johann Wolfgang Goethe, Dalla mia vita. Poesia e Verità, a cura di Laura Balbiani, Presentazione di Marino Freschi, ISBN 978-88-452-6250-0

### 2021
- Matteo Tafuri, Commento agli Inni orfici. Prima edizione assoluta, a cura di Luana Rizzo, ISBN 978-88-452-9672-7
- Denis Diderot, I Salons. Edizione integrale. A cura di Maddalena Mazzocut-Mis con i Saggi sulla pittura e i Pensieri sparsi. A cura di Massimo Modica, ISBN 978-88-301-0437-2
- Friedrich D. E. Schleiermacher, Scritti di filosofia e religione 1792-1806, a cura di Davide Bondì
- Proverbi, sentenze e massime di saggezza in Grecia e a Roma. Tutte le raccolte da Pitagora all'Umanesimo, a cura di Emanuele Lelli, ISBN 978-88-301-0188-3

### 2022
- Carlo Diano, Opere, a cura di Francesca Diano, Con contributi di Massimo Cacciari e Silvano Tagliagambe
- Giuliano imperatore, Lettere e discorsi, a cura di Maria Carmen De Vita
- Voltaire, Opere storiche, a cura di Domenico Felice

### 2023
- Ernst Cassirer, Sulla filosofia antica. Manoscritti delle lezioni inedite di Oxford (1935) e Yale (1942), A cura di Giacomo Borbone
- Johann Gottfried Herder, Saggi del primo periodo (1765-1787), a cura di Elena Agazzi e Guglielmo Gabbiadini
- George Edward Moore, Principia Ethica. Con la Prefazione alla seconda edizione del 1922, a cura di Sergio Cremaschi e Massimo Reichlin, ISBN 978-88-301-0143-2

### 2024
- Sinesio di Cirene, Tutte le opere, a cura di Francesco Monticini
- Alexander Gottlieb Baumgarten, Metafisica, a cura di Gualtiero Lorini
- Lucrezio, La natura delle cose, a cura di Martino Menghi

### In preparazione (al 2024)
- Immanuel Kant, Il conflitto delle facoltà - Antropologia dal punto di vista pragmatico, a cura di G. Landolfi Petrone
- Leon Battista Alberti, Momus, a cura di S. Crupano, trad. di A. L. Zazo, ISBN 978-88-452-6595-2
- Marsilio Ficino, Commentario al Filebo
- Eugenio Garin, L'età nuova. Scritti sull'Umanesimo e sul Rinascimento, a cura di M. Ciliberto, ISBN 978-88-452-7659-0
- Friedrich Hegel, Scritti di Norimberga, a cura di V. Ricci, ISBN 978-88-452-6056-8
- Montesquieu, Corrispondenza, a cura di Domenico Felice
- Viktor Ivanovič Nesmelov, La scienza dell'uomo, a cura di E. Macchetti
- Jean-Jacques Rousseau, Scritti filosofici, politici e pedagogici, a cura di D. A. Giordano